# Gruppspelet i Svenska cupen i fotboll för damer 2022/2023
Gruppspelet i Svenska cupen i fotboll för damer 2022/2023 spelas mellan den 25 februari och 13 mars 2023. Gruppspelet består av 16 lag som delats upp i fyra grupper med fyra lag i varje grupp, alla lag i respektive grupp spelar mot varandra en gång. Gruppvinnarna går vidare till semifinal.

## Kvalificerade lag
- AIK
- Alingsås IF
- BK Häcken
- Djurgårdens IF
- Eskilstuna United
- FC Rosengård
- Hammarby IF
- IF Brommapojkarna
- IK Uppsala
- KIF Örebro
- Kristianstads DFF
- Linköpings FC
- Piteå IF
- Umeå IK
- Vittsjö GIK
- Växjö DFF

## Grupper

### Grupp 1
| Nr | Lag               | S | V | O | F | GM | IM | MS  | P |
| -- | ----------------- | - | - | - | - | -- | -- | --- | - |
| 1  | Kristianstads DFF | 3 | 3 | 0 | 0 | 9  | 3  | +6  | 9 |
| 2  | Linköpings FC     | 3 | 1 | 1 | 1 | 9  | 3  | +6  | 4 |
| 3  | FC Rosengård      | 3 | 1 | 1 | 1 | 5  | 2  | +3  | 4 |
| 4  | Alingsås IF       | 3 | 0 | 0 | 3 | 2  | 17 | −15 | 0 |

|             | 26 februari 2023 | FC Rosengård | 0 – 1           | Kristianstads DFF | Malmö IP                              |                                       |
| 15:00 UTC+1 | 15:00 UTC+1      |              | (0 – 1) Rapport | 24′ Emmi Alanen   | Malmö Publik: 357 Domare: Max Persson | Malmö Publik: 357 Domare: Max Persson |
| 15:00 UTC+1 | 15:00 UTC+1      |              |                 |                   | Malmö Publik: 357 Domare: Max Persson | Malmö Publik: 357 Domare: Max Persson |
| 15:00 UTC+1 | 15:00 UTC+1      |              |                 |                   | Malmö Publik: 357 Domare: Max Persson | Malmö Publik: 357 Domare: Max Persson |

|             | 26 februari 2023 | Alingsås IF | 0 – 7           | Linköpings FC                                                                                        | Gerdskenvallen                             |                                            |
| 15:00 UTC+1 | 15:00 UTC+1      |             | (0 – 4) Rapport | 17′ (str.) Yuka Momiki 24′ Saori Takarada 38′, 87′, 90′ Cathinka Tandberg 44′, 73′ Stina Lennartsson | Alingsås Publik: 148 Domare: Selma Griberg | Alingsås Publik: 148 Domare: Selma Griberg |
| 15:00 UTC+1 | 15:00 UTC+1      |             |                 | | Alingsås Publik: 148 Domare: Selma Griberg | Alingsås Publik: 148 Domare: Selma Griberg |
| 15:00 UTC+1 | 15:00 UTC+1      |             |                 | | Alingsås Publik: 148 Domare: Selma Griberg | Alingsås Publik: 148 Domare: Selma Griberg |

|             | 4 mars 2023 | Alingsås IF | 0 – 4           | FC Rosengård                                           | Gerdskenvallen                             |                                            |
| 15:00 UTC+1 | 15:00 UTC+1 |             | (0 – 2) Rapport | 32′, 43′ (str.), 88′ Olivia Schough 81′ Emilia Larsson | Alingsås Publik: 130 Domare: Selma Griberg | Alingsås Publik: 130 Domare: Selma Griberg |
| 15:00 UTC+1 | 15:00 UTC+1 |             |                 |                                                        | Alingsås Publik: 130 Domare: Selma Griberg | Alingsås Publik: 130 Domare: Selma Griberg |
| 15:00 UTC+1 | 15:00 UTC+1 |             |                 |                                                        | Alingsås Publik: 130 Domare: Selma Griberg | Alingsås Publik: 130 Domare: Selma Griberg |

|             | 4 mars 2023 | Linköpings FC         | 1 – 2           | Kristianstads DFF                       | Linköping Arena                                |                                                |
| 16:00 UTC+1 | 16:00 UTC+1 | Cathinka Tandberg 16′ | (1 – 0) Rapport | 70′ Hlin Eiríksdóttir 86′ Evelyne Viens | Linköping Publik: 182 Domare: Lovisa Johansson | Linköping Publik: 182 Domare: Lovisa Johansson |
| 16:00 UTC+1 | 16:00 UTC+1 |                       |                 |                                         | Linköping Publik: 182 Domare: Lovisa Johansson | Linköping Publik: 182 Domare: Lovisa Johansson |
| 16:00 UTC+1 | 16:00 UTC+1 |                       |                 |                                         | Linköping Publik: 182 Domare: Lovisa Johansson | Linköping Publik: 182 Domare: Lovisa Johansson |

|             | 11 mars 2023 | Kristianstads DFF | 6 – 2           | Alingsås IF               | Kristianstads Arenaområde                      |                                                |
| 13:00 UTC+1 | 13:00 UTC+1  | Jordan Brewster 16′ Emma Petrovic 27′ Hlin Eiríksdóttir 62′ Evelyne Viens 73′ Josefin Harrysson 87′ Tabitha Tindell 90+1′ | (2 – 1) Rapport | 36′ Alma Öberg 67′ (sjm.) | Kristianstad Publik: 176 Domare: Niklas Olsson | Kristianstad Publik: 176 Domare: Niklas Olsson |
| 13:00 UTC+1 | 13:00 UTC+1  | |                 |                           | Kristianstad Publik: 176 Domare: Niklas Olsson | Kristianstad Publik: 176 Domare: Niklas Olsson |
| 13:00 UTC+1 | 13:00 UTC+1  | |                 |                           | Kristianstad Publik: 176 Domare: Niklas Olsson | Kristianstad Publik: 176 Domare: Niklas Olsson |

|             | 11 mars 2023 | FC Rosengård         | 1 – 1           | Linköpings FC       | Malmö IP                               |                                        |
| 13:00 UTC+1 | 13:00 UTC+1  | Olivia Schough 90+6′ | (0 – 0) Rapport | 77′ Cornelia Kapocs | Malmö Publik: 309 Domare: Maral Mirzai | Malmö Publik: 309 Domare: Maral Mirzai |
| 13:00 UTC+1 | 13:00 UTC+1  |                      |                 |                     | Malmö Publik: 309 Domare: Maral Mirzai | Malmö Publik: 309 Domare: Maral Mirzai |
| 13:00 UTC+1 | 13:00 UTC+1  |                      |                 |                     | Malmö Publik: 309 Domare: Maral Mirzai | Malmö Publik: 309 Domare: Maral Mirzai |

### Grupp 2
| Nr | Lag         | S | V | O | F | GM | IM | MS | P |
| -- | ----------- | - | - | - | - | -- | -- | -- | - |
| 1  | BK Häcken   | 3 | 3 | 0 | 0 | 10 | 2  | +8 | 9 |
| 2  | Vittsjö GIK | 3 | 1 | 1 | 1 | 3  | 4  | −1 | 4 |
| 2  | KIF Örebro  | 3 | 1 | 0 | 2 | 5  | 5  | 0  | 3 |
| 4  | Växjö DFF   | 3 | 0 | 1 | 2 | 2  | 9  | −7 | 1 |

|             | 25 februari 2023 | BK Häcken                                             | 3 – 1           | KIF Örebro | Bravida Arena                                  |                                                |
| 15:00 UTC+1 | 15:00 UTC+1      | Josefine Rybrink 15′ Rosa Kafaji 50′ Stine Larsen 61′ | (1 – 0) Rapport | Maja Bodin | Göteborg Publik: 207 Domare: Isabelle Svensson | Göteborg Publik: 207 Domare: Isabelle Svensson |
| 15:00 UTC+1 | 15:00 UTC+1      |                                                       |                 |            | Göteborg Publik: 207 Domare: Isabelle Svensson | Göteborg Publik: 207 Domare: Isabelle Svensson |
| 15:00 UTC+1 | 15:00 UTC+1      |                                                       |                 |            | Göteborg Publik: 207 Domare: Isabelle Svensson | Göteborg Publik: 207 Domare: Isabelle Svensson |

|             | 26 februari 2023 | Växjö DFF              | 1 – 1           | Vittsjö GIK       | Sportfältet Teleborg 1         |                                |
| 15:00 UTC+1 | 15:00 UTC+1      | Alexandra Jonasson 83′ | (0 – 1) Rapport | 13′ Jutta Rantala | Växjö Domare: Lovisa Johansson | Växjö Domare: Lovisa Johansson |
| 15:00 UTC+1 | 15:00 UTC+1      |                        |                 |                   | Växjö Domare: Lovisa Johansson | Växjö Domare: Lovisa Johansson |
| 15:00 UTC+1 | 15:00 UTC+1      |                        |                 |                   | Växjö Domare: Lovisa Johansson | Växjö Domare: Lovisa Johansson |

|             | 5 mars 2023 | Växjö DFF | 0 – 4           | BK Häcken                                                     | Sportfältet Teleborg 1                      |                                             |
| 15:00 UTC+1 | 15:00 UTC+1 |           | (0 – 2) Rapport | 23′, 51′ Rosa Kafaji 39′ Elma Nelhage 83′ Alexandra Hellekant | Växjö Publik: 174 Domare: Isabelle Svensson | Växjö Publik: 174 Domare: Isabelle Svensson |
| 15:00 UTC+1 | 15:00 UTC+1 |           |                 |                                                               | Växjö Publik: 174 Domare: Isabelle Svensson | Växjö Publik: 174 Domare: Isabelle Svensson |
| 15:00 UTC+1 | 15:00 UTC+1 |           |                 |                                                               | Växjö Publik: 174 Domare: Isabelle Svensson | Växjö Publik: 174 Domare: Isabelle Svensson |

|             | 5 mars 2023 | Vittsjö GIK         | 1 – 0           | KIF Örebro | Strömsborg IP                      |                                    |
| 15:00 UTC+1 | 15:00 UTC+1 | Linda Sällström 58′ | (0 – 0) Rapport |            | Strömsnäsbruk Domare: Maral Mirzai | Strömsnäsbruk Domare: Maral Mirzai |
| 15:00 UTC+1 | 15:00 UTC+1 |                     |                 |            | Strömsnäsbruk Domare: Maral Mirzai | Strömsnäsbruk Domare: Maral Mirzai |
| 15:00 UTC+1 | 15:00 UTC+1 |                     |                 |            | Strömsnäsbruk Domare: Maral Mirzai | Strömsnäsbruk Domare: Maral Mirzai |

|             | 12 mars 2023 | KIF Örebro                                                       | 4 – 1           | Växjö DFF                   | Behrn Arena                                 |                                             |
| 15:00 UTC+1 | 15:00 UTC+1  | Audrey Harding 25′ Maja Bodin 47′, 57′ Heidi Kollanen 74′ (str.) | (1 – 0) Rapport | 89′ Juliette Mikaela Kemppi | Örebro Publik: 300 Domare: Abdinaser Bashir | Örebro Publik: 300 Domare: Abdinaser Bashir |
| 15:00 UTC+1 | 15:00 UTC+1  |                                                                  |                 |                             | Örebro Publik: 300 Domare: Abdinaser Bashir | Örebro Publik: 300 Domare: Abdinaser Bashir |
| 15:00 UTC+1 | 15:00 UTC+1  |                                                                  |                 |                             | Örebro Publik: 300 Domare: Abdinaser Bashir | Örebro Publik: 300 Domare: Abdinaser Bashir |

|             | 12 mars 2023 | BK Häcken                                         | 3 – 1           | Vittsjö GIK         | Bravida Arena                                |                                              |
| 15:00 UTC+1 | 15:00 UTC+1  | Stine Larsen 3′ Anna Anvegård 45′ Rosa Kafaji 49′ | (2 – 0) Rapport | 47′ Linda Sällström | Göteborg Publik: 249 Domare: Sandra Almkvist | Göteborg Publik: 249 Domare: Sandra Almkvist |
| 15:00 UTC+1 | 15:00 UTC+1  |                                                   |                 |                     | Göteborg Publik: 249 Domare: Sandra Almkvist | Göteborg Publik: 249 Domare: Sandra Almkvist |
| 15:00 UTC+1 | 15:00 UTC+1  |                                                   |                 |                     | Göteborg Publik: 249 Domare: Sandra Almkvist | Göteborg Publik: 249 Domare: Sandra Almkvist |

### Grupp 3
| Nr | Lag               | S | V | O | F | GM | IM | MS  | P |
| -- | ----------------- | - | - | - | - | -- | -- | --- | - |
| 1  | Hammarby IF       | 3 | 3 | 0 | 0 | 13 | 0  | +13 | 9 |
| 2  | IF Brommapojkarna | 3 | 2 | 0 | 1 | 6  | 4  | +2  | 6 |
| 3  | IK Uppsala        | 3 | 1 | 0 | 2 | 4  | 6  | −2  | 3 |
| 4  | Eskilstuna United | 3 | 0 | 0 | 3 | 1  | 14 | −13 | 0 |

|             | 26 februari 2023 | Hammarby IF                                     | 4 – 0           | IF Brommapojkarna | Hammarby IP                                 |                                             |
| 15:00 UTC+1 | 15:00 UTC+1      | Maika Hamano 6′ Matilda Vinberg 26′, 55′, 90+3′ | (2 – 0) Rapport |                   | Stockholm Publik: 552 Domare: Sara Wiinikka | Stockholm Publik: 552 Domare: Sara Wiinikka |
| 15:00 UTC+1 | 15:00 UTC+1      |                                                 |                 |                   | Stockholm Publik: 552 Domare: Sara Wiinikka | Stockholm Publik: 552 Domare: Sara Wiinikka |
| 15:00 UTC+1 | 15:00 UTC+1      |                                                 |                 |                   | Stockholm Publik: 552 Domare: Sara Wiinikka | Stockholm Publik: 552 Domare: Sara Wiinikka |

|             | 26 februari 2023 | IK Uppsala                                             | 4 – 1           | Eskilstuna United  | Studenternas IP                             |                                             |
| 15:00 UTC+1 | 15:00 UTC+1      | Wilma Öhman 7′ Taryn Ries 22′, 32′ Johanna Renmark 56′ | (3 – 1) Rapport | 36′ Jessica Miclat | Uppsala Publik: 125 Domare: Camilla Friberg | Uppsala Publik: 125 Domare: Camilla Friberg |
| 15:00 UTC+1 | 15:00 UTC+1      |                                                        |                 |                    | Uppsala Publik: 125 Domare: Camilla Friberg | Uppsala Publik: 125 Domare: Camilla Friberg |
| 15:00 UTC+1 | 15:00 UTC+1      |                                                        |                 |                    | Uppsala Publik: 125 Domare: Camilla Friberg | Uppsala Publik: 125 Domare: Camilla Friberg |

|             | 4 mars 2023 | Eskilstuna United | 0 – 5           | IF Brommapojkarna                                                                     | Tunavallen                        |                                   |
| 14:00 UTC+1 | 14:00 UTC+1 |                   | (0 – 1) Rapport | 34′ Klara Andrup 68′, 73′ Frida Boriero 81′ (str.) Alice Ahlberg 87′ Frida Thörnqvist | Eskilstuna Domare: Cecilia Ekwall | Eskilstuna Domare: Cecilia Ekwall |
| 14:00 UTC+1 | 14:00 UTC+1 |                   |                 |                                                                                       | Eskilstuna Domare: Cecilia Ekwall | Eskilstuna Domare: Cecilia Ekwall |
| 14:00 UTC+1 | 14:00 UTC+1 |                   |                 |                                                                                       | Eskilstuna Domare: Cecilia Ekwall | Eskilstuna Domare: Cecilia Ekwall |

|             | 4 mars 2023 | IK Uppsala | 0 – 4           | Hammarby IF                                                      | Studenternas IP                             |                                             |
| 18:00 UTC+1 | 18:00 UTC+1 |            | (0 – 1) Rapport | 32′, 90+1′ Sara Kanutte Fornes 59′ Vilde Hasund 67′ Maika Hamano | Uppsala Publik: 248 Domare: Sandra Almkvist | Uppsala Publik: 248 Domare: Sandra Almkvist |
| 18:00 UTC+1 | 18:00 UTC+1 |            |                 |                                                                  | Uppsala Publik: 248 Domare: Sandra Almkvist | Uppsala Publik: 248 Domare: Sandra Almkvist |
| 18:00 UTC+1 | 18:00 UTC+1 |            |                 |                                                                  | Uppsala Publik: 248 Domare: Sandra Almkvist | Uppsala Publik: 248 Domare: Sandra Almkvist |

|             | 11 mars 2023 | IF Brommapojkarna | 1 – 0           | IK Uppsala | Grimsta IP                                   |                                              |
| 15:00 UTC+1 | 15:00 UTC+1  | Frida Boriero 36′ | (1 – 0) Rapport |            | Stockholm Publik: 56 Domare: Koray Köylüoglu | Stockholm Publik: 56 Domare: Koray Köylüoglu |
| 15:00 UTC+1 | 15:00 UTC+1  |                   |                 |            | Stockholm Publik: 56 Domare: Koray Köylüoglu | Stockholm Publik: 56 Domare: Koray Köylüoglu |
| 15:00 UTC+1 | 15:00 UTC+1  |                   |                 |            | Stockholm Publik: 56 Domare: Koray Köylüoglu | Stockholm Publik: 56 Domare: Koray Köylüoglu |

|             | 11 mars 2023 | Hammarby IF                                                                    | 5 – 0           | Eskilstuna United | Hammarby IP                                 |                                             |
| 15:00 UTC+1 | 15:00 UTC+1  | Eva Nyström 17′ Sara Kanutte Fornes 22′, 50′ Ellen Gibson 68′ Maika Hamano 89′ | (2 – 0) Rapport |                   | Stockholm Publik: 453 Domare: Eva Svärdsudd | Stockholm Publik: 453 Domare: Eva Svärdsudd |
| 15:00 UTC+1 | 15:00 UTC+1  |                                                                                |                 |                   | Stockholm Publik: 453 Domare: Eva Svärdsudd | Stockholm Publik: 453 Domare: Eva Svärdsudd |
| 15:00 UTC+1 | 15:00 UTC+1  |                                                                                |                 |                   | Stockholm Publik: 453 Domare: Eva Svärdsudd | Stockholm Publik: 453 Domare: Eva Svärdsudd |

### Grupp 4
| Nr | Lag            | S | V | O | F | GM | IM | MS  | P |
| -- | -------------- | - | - | - | - | -- | -- | --- | - |
| 1  | Piteå IF       | 3 | 2 | 1 | 0 | 7  | 3  | +4  | 7 |
| 2  | Djurgårdens IF | 3 | 1 | 1 | 1 | 10 | 4  | +6  | 4 |
| 3  | AIK            | 3 | 1 | 1 | 1 | 3  | 3  | 0   | 4 |
| 4  | Umeå IK        | 3 | 0 | 1 | 2 | 2  | 12 | −10 | 1 |

|             | 25 februari 2023 | AIK                                           | 2 – 1           | Djurgårdens IF   | Skytteholms IP                  |                                 |
| 15:00 UTC+1 | 15:00 UTC+1      | Monica Hagström 73′ Michelle Rojas Flores 87′ | (0 – 1) Rapport | 35′ Matilda Plan | Stockholm Domare: Eva Svärdsudd | Stockholm Domare: Eva Svärdsudd |
| 15:00 UTC+1 | 15:00 UTC+1      |                                               |                 |                  | Stockholm Domare: Eva Svärdsudd | Stockholm Domare: Eva Svärdsudd |
| 15:00 UTC+1 | 15:00 UTC+1      |                                               |                 |                  | Stockholm Domare: Eva Svärdsudd | Stockholm Domare: Eva Svärdsudd |

|             | 26 februari 2023 | Piteå IF                                                | 4 – 1           | Umeå IK                 | Nolia-Airdome                            |                                          |
| 14:00 UTC+1 | 14:00 UTC+1      | Emma Viklund 35′ Tuva Skoog 56′, 62′ Cecilia Edlund 78′ | (1 – 0) Rapport | 69′ Alexandra Sandström | Piteå Publik: 100 Domare: Cecilia Ekwall | Piteå Publik: 100 Domare: Cecilia Ekwall |
| 14:00 UTC+1 | 14:00 UTC+1      |                                                         |                 |                         | Piteå Publik: 100 Domare: Cecilia Ekwall | Piteå Publik: 100 Domare: Cecilia Ekwall |
| 14:00 UTC+1 | 14:00 UTC+1      |                                                         |                 |                         | Piteå Publik: 100 Domare: Cecilia Ekwall | Piteå Publik: 100 Domare: Cecilia Ekwall |

|             | 5 mars 2023 | Djurgårdens IF                                                                | 7 – 0           | Umeå IK | Stadshagens IP                                |                                               |
| 13:00 UTC+1 | 13:00 UTC+1 | Stinalisa Johansson 2′, 39′ Tilde Lindwall 5′, 20′, 52′, 59′ Matilda Plan 48′ | (4 – 0) Rapport |         | Stockholm Publik: 170 Domare: Camilla Friberg | Stockholm Publik: 170 Domare: Camilla Friberg |
| 13:00 UTC+1 | 13:00 UTC+1 |                                                                               |                 |         | Stockholm Publik: 170 Domare: Camilla Friberg | Stockholm Publik: 170 Domare: Camilla Friberg |
| 13:00 UTC+1 | 13:00 UTC+1 |                                                                               |                 |         | Stockholm Publik: 170 Domare: Camilla Friberg | Stockholm Publik: 170 Domare: Camilla Friberg |

|             | 5 mars 2023 | AIK | 0 – 1           | Piteå IF           | Skytteholms IP                   |                                  |
| 17:00 UTC+1 | 17:00 UTC+1 |     | (0 – 1) Rapport | 16′ Wilma Carlsson | Stockholm Domare: Hanna Laajanen | Stockholm Domare: Hanna Laajanen |
| 17:00 UTC+1 | 17:00 UTC+1 |     |                 |                    | Stockholm Domare: Hanna Laajanen | Stockholm Domare: Hanna Laajanen |
| 17:00 UTC+1 | 17:00 UTC+1 |     |                 |                    | Stockholm Domare: Hanna Laajanen | Stockholm Domare: Hanna Laajanen |

|             | 12 mars 2023 | Umeå IK           | 1 – 1           | AIK                | Umeå Energi Arena                       |                                         |
| 13:00 UTC+1 | 13:00 UTC+1  | Ellen Schampi 56′ | (0 – 0) Rapport | 66′ Matilda Nildén | Umeå Publik: 151 Domare: Hanna Laajanen | Umeå Publik: 151 Domare: Hanna Laajanen |
| 13:00 UTC+1 | 13:00 UTC+1  |                   |                 |                    | Umeå Publik: 151 Domare: Hanna Laajanen | Umeå Publik: 151 Domare: Hanna Laajanen |
| 13:00 UTC+1 | 13:00 UTC+1  |                   |                 |                    | Umeå Publik: 151 Domare: Hanna Laajanen | Umeå Publik: 151 Domare: Hanna Laajanen |

|             | 12 mars 2023 | Piteå IF                      | 2 – 2           | Djurgårdens IF               | LF Arena                                   |                                            |
| 13:00 UTC+1 | 13:00 UTC+1  | Maja Green 41′ Tuva Skoog 50′ | (1 – 0) Rapport | 54′ Ebba Hed 67′ Lova Lundin | Piteå Publik: 100 Domare: Andreas Forsberg | Piteå Publik: 100 Domare: Andreas Forsberg |
| 13:00 UTC+1 | 13:00 UTC+1  |                               |                 |                              | Piteå Publik: 100 Domare: Andreas Forsberg | Piteå Publik: 100 Domare: Andreas Forsberg |
| 13:00 UTC+1 | 13:00 UTC+1  |                               |                 |                              | Piteå Publik: 100 Domare: Andreas Forsberg | Piteå Publik: 100 Domare: Andreas Forsberg |